# Grundgesetz der Werthverläufe
Gottlob Freges Grundgesetz der Werthverläufe (Grundgesetz V) ist ein Axiomenschema aus der naiven Mengenlehre.
In den Grundgesetzen der Arithmetik formulierte Gottlob Frege in Begriffsschrift ein axiomatisches System für die Arithmetik mit sechs Axiomen. Von diesen kommt dem Fünften (Grundgesetz V) sowohl formal als auch historisch eine besondere Rolle zu. Es lautet in moderner Notation: ⊢ (ext ε f(ε) = ext α g(α)) = (∀a f(a) = g(a)). Das gebildete System ist zwar stark genug, um gängige Lehrsätze daraus herzuleiten, gemeinsam mit Freges Variante des Komprehensionsaxioms führt Grundgesetz V jedoch zur Russellschen Antinomie. Das System war damit inkonsistent.

## Formale Beschreibung
Freges Voraussetzung kann so vorgestellt werden, dass der Wertverlauf einer Funktion f eine Menge geordneter Paare von Funktionswerten f(ε) und korrespondierenden Argumenten ε bildet. Grundgesetz V sagt nun aus, dass der Wertverlauf zweier Funktion f und g identisch gdw. f und g jedes Objekt a auf denselben Wert abbilden. Im Falle von Begriffen, die für Frege Funktionen mit dem Wertebereich {wahr;falsch} sind (Wahrheitswertfunktionen), gilt: der Begriffsumfang (die Extension, d. i. die Menge der Objekte, welche unter einen Begriff fallen) des Begriffs F ist identisch mit dem Begriffsumfang des Begriffs G genau dann, wenn alle Objekte, welche unter F fallen, auch unter G fallen (materielle Äquivalenz).
Frege vertritt nun außerdem ein Substitutionsprinzip, welches aussagt, dass es für jedes Prädikat F mit einer freien Variablen x einen korrespondierenden Begriff gibt bzw. eine Menge gibt, welche alle Objekte einschließt, die unter F fallen. Dies ist eine Variante eines unbeschränkten Komprehensionsaxioms (engl. axiom schema of specification, auch  of separation oder of comprehension). Die naiven Mengenlehren des 19. Jahrhunderts hatten üblicherweise die Existenz bzw. Erzeugbarkeit solcher Mengen zugelassen. Beide Prinzipien zusammen genommen haben aber zur Folge, dass in Freges System die Russellsche Antinomie erzeugbar ist (z. B. als „Menge aller Mengen, die sich nicht selbst enthalten“).

## Inkonsistenz und Lösungsvorschläge
Bertrand Russell hatte Frege mit einer Postkarte auf dieses Problem hingewiesen. Zu Anfang des 20. Jahrhunderts wurden unterschiedliche Vorschläge erarbeitet, um zu einer konsistenten Mengenlehre zu gelangen. Die seither bei weitem verbreitetste Lösung besteht darin, in axiomatisierten Mengenlehren eine beschränkte Variante eines Komprehensions- bzw. Aussonderungsaxioms (engl. restricted comprehension) zu verwenden.
Nach einem Vorschlag von Crispin Wright, dessen Durchführbarkeit durch George Boolos und Richard G. Heck formal bewiesen wurde, kann für eine Axiomatisierung der Arithmetik das Gesetz V durch Humes Prinzip ersetzt werden, so dass man ebenfalls eine konsistente Theorie erhält. Dies ist ein grundlegender Baustein der von Wright und Bob Hale intendierten Wiederbelebung des Fregeschen Programms einer Reduktion von Arithmetik auf Logik – man nennt sie daher Vertreter eines „Neo-Logizismus“.